# Армелія Макквін
Армелія Одрі Макквін (англ. Armelia Audrey McQueen; 6 січня 1952, Саутерн-Пайнс, Мур, Північна Кароліна — 3 жовтня 2020, Беверлі-Гіллз, Каліфорнія) — американська акторка та співачка.

## Життєпис
Народилась 6 січня 1952 року у Саутерн-Пайнс, округ Мур, Північна Кароліна. Виросла у Брукліні, Нью-Йорк, де грала у церковних п'єсах й де закінчила Центральну комерційну середню школу у 1969 році. Деякий час вивчала дизайн одягу у Школі індустрії моди, та скоро покинула. У 1972 році навчалася у Театральній школі Герберта Бергхофа.
Починаючи з 1976 року Армелія Макквін зіграла більш ніж у 35-ти фільмах та телесеріалах. У 1990 році зіграла Клару Браун, сестру Оди Мей, героїні Вупі Голдберг у фільмі «Привид» з Патріком Свейзі та Демі Мур у головних ролях. У 1992—1993 роках виконувала роль Червоної королеви у телесеріалі «Пригоди у Дивокраї», за яку двічі — у 1993-му та 1994 роках — номінувалася на премію Cable ACE як Найкраща акторка у комедійному серіалі. У  2011—2015 роках з'явилася у 26 епізодах серіала «Зої Гарт із південного штату» у ролі Шули Вітакер.
Грала у театрі, брала участь у постановках на Бродвеї. У 1978 році стала лауреатом премії Театральний світ (англ. Theatre World Award) за роботу в мюзиклі «Хіба це правильно».
Армелія Макквін померла 3 жовтня 2020 року в 68-річному віці.

## Вибрана фільмографія
| Рік       |   | Українська назва             | Оригінальна назва        | Роль                     |
| --------- | - | ---------------------------- | ------------------------ | ------------------------ |
| 1976      | ф | Спарклі                      | Sparcle                  | Енн                      |
| 1981      | ф | Квартет                      | Quartet                  | співачка в нічному клубі |
| 1987      | с | Санта-Барбара                | Santa Barbara            | медсестра Едді           |
| 1988      | ф | Джексон на прізвисько Мотор  | Action Jackson           | Ді                       |
| 1989      | ф | Усі захоплення дозволені     | No Holds Barred          | Сейді                    |
| 1990      | ф | Привид                       | Ghost                    | Клара Браун              |
| 1990      | с | Закон Лос-Анджелеса          | L.A. Law                 | Глорія                   |
| 1992—1993 | с | Пригоди у Дивокраї           | Adventures in Wonderland | Червона королева         |
| 1993      | с | Принц із Беверлі-Гіллз       | Frech Prince of Bel-Air  | суддя                    |
| 1998      | ф | Булворт                      | Bulwort                  | Руті                     |
| 1999      | ф | Життя                        | Life                     | місіс Клей               |
| 2005      | с | Воєнно-юридична служба       | JAG                      | Ейпріл-Дон Маккі         |
| 2011—2015 | с | Зої Гарт із південного штату | Hart of Dixie            | Шула Вітакер             |
| 2014      | с | Бруклін 9-9                  | Brooklyn Nine-Nine       | Діана                    |